# Crézilles
Crézilles – miejscowość i gmina we Francji, w regionie Grand Est, w departamencie Meurthe i Mozela.
Według danych na rok 1990 gminę zamieszkiwało 199 osób, a gęstość zaludnienia wynosiła 21 osób/km² (wśród 2335 gmin Lotaryngii Crézilles plasuje się na 846. miejscu pod względem liczby ludności, natomiast pod względem powierzchni na miejscu 632.).